# Afrocloetus forshagei
Afrocloetus forshagei är en skalbaggsart som beskrevs av Alberto Ballerio 2006. Afrocloetus forshagei ingår i släktet Afrocloetus och familjen Hybosoridae. Inga underarter finns listade i Catalogue of Life.